# Synclerostola varians
Synclerostola varians là một loài bướm đêm trong họ Noctuidae.